# Cal Fàbrega
Cal Fàbrega és una masia del municipi de Súria (Bages) protegida com a bé cultural d'interès local.

## Descripció
És una masia d'estructura molt irregular degut a les construccions successives que se li han afegit. Presenta planta baixa (bestiar, botes de vi...) i dos pisos, en el primer hi ha una galeria oberta amb balconada. Tots els vanos estan voltats de pedra que els dibuixa. Va ser construïda tota ella amb pedra i avui en dia són apreciables totes les modificacions fetes per les marques que han quedat en les parets: murs ensorrats, portes tapades, etc. Està adossada a l'església de Santa María de Serarols, el seu absis està unit a la casa.

## Història
Una data consta en la casa, en el llindar de la porta hi ha 1864. Aquesta masia sempre ha sigut un gran arxiu documental sobre la zona. Són de destacar alguns dietaris del s.XVII escrits pel senyor Fàbrega que expliquen la història viscuda del moment.